# Francisco del Rivero
Francisco del Rivero (Cochabamba, Real Audiencia de Charcas; 1757-1813) fue un militar y político cochabambino que protagonizó la primera revolución de Cochabamba en septiembre de 1810 y en las primeras luchas del territorio a órdenes de la Junta de Gobierno del Río de la Plata.

## Biografía
Francisco del Rivero, hijo primogénito y natural del general Francisco del Rivero y Manuela Muguertegui, nació en Cochabamba, provincia de Charcas, siendo bautizado el 16 de abril de 1758 a la edad de ocho meses, según costa en su partida de bautismo. Su padre, nacido en Burgos, fue corregidor de Cochabamba y falleció el 19 de febrero de 1764 mientras se encontraba en Oruro.
A los 5 años quedó huérfano de padre y fue criado por la familia de su madre que mantenía una buena posición económica al tener varias haciendas en los valles de Toco y Cliza. Contrajo nupcias con la tarateña Sebastiana Nogales, hija de Manuel Nogales Fernández y María Rosa Torrico. La pareja tuvo ocho hijos entre 1780 y 1793, solo 3 sobrevivieron hasta la edad adulta: Manuel Mariano, Teodoro y María. Rivero quedó viudo en 1797.
Se dedicó a la carrera de las armas y el 15 de febrero de 1783 fue promovido al grado de capitán graduado de infantería del Real Ejército, para 1802 ya era comandante interino del regimiento de caballería y al año siguiente fue confirmado de forma oficial en ese cargo. El 24 de noviembre de 1803 asumió el cargo de regidor y alcalde provincial de Cochabamba.

### Revolución de Cochabamba (1810)
En el año de 1810, José González de Prada fue nombrado gobernador de Cochabamba tras el fallecimiento de Francisco de Biedma y Narváez. Prada dio comienzo a sus funciones persiguiendo a los sospechosos cochabambinos que habían tomado parte en los sucesos revolucionarios del 25 de mayo de 1809 en Chuquisaca, entre ellos a Francisco Vidal y Manuel Urquidi.
También decidió mandar a Oruro como sospechosos a Francisco del Rivero, Esteban Arze y Melchor Guzmán, con el pretexto de que allí desempeñarían cargos honrosos y bien dotados. Habiendo llegado a Oruro estos tres personajes, la autoridad local iba a desterrarlos en cumplimiento de órdenes secretas de Jerónimo Marrón de Lombera —comandante de armas y coronel del regimiento provincial de caballería—, y para lo cual esperaba solamente la llegada del coronel Basagoitia que, procedente del Bajo Perú, debía llegar pronto capitaneando las fuerzas mandadas por el virrey Abascal que marchaban al sur en auxilio de Vicente Nieto. Empero, apercibido Rivero de esas maquinaciones merced a doña Lucia Aseui, avisó a sus compañeros y, durante la noche, escalaron las paredes del edificio en el que se encontraban, saliendo de Oruro con dirección a Cochabamba. A mediados del mes de agosto, los fugitivos de Oruro llegaron a Tarata. Desde allí les fue posible ponerse en relación con muchos cochabambinos para trabajar a favor de la independencia. Carrasco, Oropeza, Montesinos, Oquendo, Arauco y Ferrufino hubieron de ser los primeros en acoger esas tan generosas aspiraciones.
Los trabajos de los citados caudillos no solo tenían por objeto levantar a los pueblos, sino también conseguir la cooperación decisiva del regimiento que, a las órdenes de Lombera, guarnecía la capital de la provincia y al cual pertenecían Esteban Arze y Guzmán Quitón, el primero como capitán de la sexta compañía y el segundo como alférez. Además, los directores del movimiento que se iniciaba sabían que el mencionado regimiento debía dirigirse en breve al sur, para incorporarse a las tropas de Nieto que esperaban refuerzos en Tupiza, a fin de abrir campaña contra el primer Ejército Auxiliar del Alto Perú, comandado por Juan José Castelli, y quisieron aprovechar de tan ventajosa coyuntura para despertar ideas de resistencia en la fuerza armada, empujándola resueltamente a la revolución.
En efecto, la mañana del 14 de septiembre de 1810, el coronel Francisco del Rivero junto al alférez Melchor Guzmán, los tenientes Esteban Arze y Bartolomé Guzmán aparecieron en Cochabamba a la cabeza de una fuerza de mil hombres y, auxiliados por todos los patriotas de la ciudad dirigidos por Oquendo, Montecinos, Oropeza y Arauco, que fueron a su encuentro, se apoderaron del cuartel sin derramamiento de sangre, ya que el regimiento estaba decidido de antemano por la nueva causa.
Al tomar el cuartel, se dirigió a la tropa y con enérgica dulzura dijo a los sorprendidos soldados que se juntaron en el patio: «Hijos míos, os quieren mandar a combatir contra la Patria. No saldréis de aquí sino conmigo y para defenderla con lustras armas. ¡Viva la Patria!», y el local invadido de soldados y pueblo todos contestaron «¡Viva la Patria!».
El 19 de septiembre de 1810, Francisco del Rivero fue nombrado gobernador mediante cabildo abierto y aclamación pública. Como nuevo gobernador correspondió satisfactoriamente a la confianza del pueblo. En efecto, todos los esfuerzos de Rivero se encaminaron, desde entonces, al triunfo de la revolución.
Tras tomar la ciudad, hacer huir al gobernador intendente José González de Prada y detener al vicario Gerónimo Cardona y Tagle, al ministro de Gobierno y a los vecinos principales del partido español, Rivero negó obediencia al mariscal Vicente Nieto y se batió con los ejércitos realistas al mando de José Manuel de Goyeneche. Tras avanzar sobre Oruro, las fuerzas de Cochabamba vencieron decisivamente en la batalla de Aroma, pese a lo cual sus milicias se dispersaron.
Rivero organizó dos nuevas divisiones que envió contra La Paz —al mando de Bartolomé Guzmán— y Chuquisaca —Manuel de la Vea—. La ofensiva impidió a los realistas reforzar sus posiciones en la frontera sur.
El 9 de enero de 1811, la Junta de Gobierno de las Provincias Unidas del Río de la Plata lo nombró brigadier general.

### La batalla de Huaqui
El 16 de mayo de 1811, mientras Rivero avanzaba con el grueso de sus fuerzas hacia Jesús de Machaca, el capitán de artillería, Cosme del Castillo, partió de esa localidad al mando de una pequeña partida de 15 hombres. En el camino hacia el Azafranal se enteró de que una partida realista de unos 200 hombres recorría los pueblos de la zona. A unos 14 kilómetros más acá del Azafranal, sobre el río Desaguadero, por propia iniciativa, atacó a esta partida ocasionándole varios heridos y muertos. Algunos se ahogaron al pretender escapar cruzando el río. Del Castillo no tuvo ninguna baja.
Otra partida de 50 hombres al mando del capitán José González, que había partido antes que del Castillo, avanzó unos 70 kilómetros con dirección oeste. Luego de cruzar el río Desaguadero, González se enteró de que, en el poblado de Pizacoma, operaba una patrulla que Goyeneche había enviado para controlar los caminos que desde el suroeste conducían al Puente del Inca y Zepita. Esta patrulla estaba dispersa en tres partidas: unos 25 hombres se encontraban en Pizacoma, otra custodiaba los caballos que pastaban en los valles de la zona y la tercera estaba en el pueblo de Huacullani, a 32 kilómetros al norte de Pizacoma. El 17 de mayo de 1811, la caballería cochabambina cayó sorpresivamente sobre Pizacoma logrando capturar casi todas las armas, caballos y monturas, produciendo cuatro muertos y 41 prisioneros. Según Rivero fueron 15 muertos y 45 prisioneros. La patrulla cochabambina no tuvo bajas. El botín hubiera sido mayor, si no hubiera intervenido, según Rivero, el «amigo de Goyeneche», el cura doctor Chamorro. Goyeneche reclamó en vano que devolvieran lo capturado pues regia el armisticio: «La falta de subordinación y disciplina de las tumultuarias tropas ni atendía reclamaciones ni obedecía las órdenes del que las mandaba y dirigía». Eustoquio Díaz Vélez intentó justificar la escaramuza diciendo que esas patrullas que salieron de Jesús de Machaca no estaban enteradas del armisticio pactado.
Rivero participó en la batalla de Huaqui el 20 de junio de 1811. En la nota pasada por él a la Junta provincial de Potosí se encuentra la relación de lo que hizo aquella vez. Al presentarse con su división y obligar a los realistas a replegarse a los cerros, ayudó a que las fuerzas patriotas derrotadas pudieran retirarse.
En su parte a la Junta provincial de Potosí, Rivero explica que «mi división del ala izquierda fue destinada por orden del día anterior del señor representante a dirigirse por el puente nuevo a tomar la retaguardia al enemigo con precisa prevención de que no pudiese operar fuera de aquel punto aun en caso de ver derrotado el cuerpo del ejército».

### La resistencia

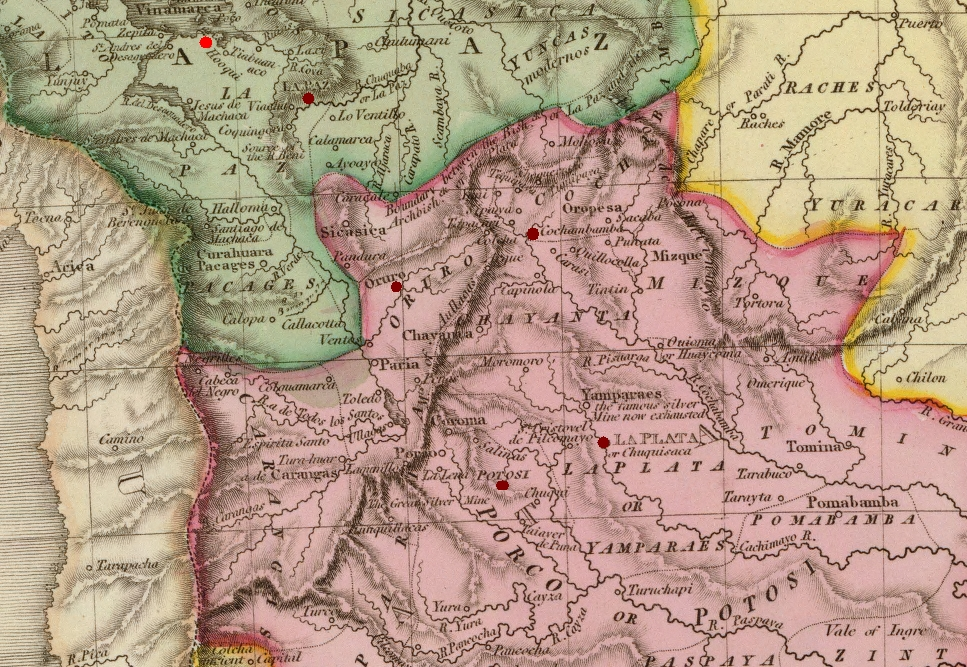
Alto Perú (1812).

El 11 de julio, Goyeneche envió a Rivero una carta requiriendo la sumisión de Cochabamba, a la que Rivero respondió el día 18 que tras investigar la «opinión pública» confirmaba que «unánimes se resuelven todos a morir en defensa de su actual gobierno» y exigía el retiro de sus fuerzas a los límites del Virreinato del Perú.
Al no obtener respuesta de Goyeneche, Francisco del Rivero «brigadier de los reales ejércitos, presidente de la junta provincial de Cochabamba, intendente de real hacienda, capitán jeneral de ella, jeneral en jefe de su ejército por la superior Excma. junta de las provincias del Río de la Plata» publicó una encendida proclama a sus compatriotas, a quienes oía «decir que estáis resueltos a morir o vencer».
En su proclama determinaba «que en la provincia de Cochabamba no quede hombre desde la edad de 16 hasta 60 años que no empuñe la espada para defender los derechos de su soberano i la felicidad común, porque sé mui bien que con solo presentarnos en el inmenso número que formará la provincia por este orden el enemigo ha de retractar sus empresas i dejarnos en la dulce paz a que aspiramos».
A esos efectos, indicaba que «desde mañana debe principiar nuestra total reunión en los pueblos por barrios i en los campos por haciendas para dirijirnos a las quebradas de Arque i Tapacari, donde se prefijarán nuestras operaciones. Hasta aquellos puntos cada uno debéis proveeros de lo necesario para vuestra subsistencia, ciertos de que seréis pagados de su importe i de vuestros sueldos inmediatamente que nuestros enviados a Potosí regresen con los caudales».
|  |
|  |

|  |
|  |

|  |
|  |

En su oficio a la Junta de Potosí, confirmaba el rechazo del ofrecimiento de Goyeneche manifestando que «siempre astuto, no ignorando que jamás podrá avanzar por esas provincias si Cochabamba no se lo permite como no le permitirá jamás en unión de la justa causa que defiende i de la atención que le merece la fidelísima villa de Potosí, ha dirigido varios papelones a este gobierno llenos de pomposos prometimientos i de toda la fanfarronada que le es característica ofreciendo una paz que el mismo no entiende como pueda conciliarla [...] Las contestaciones le van claras, i de ninguna esperanza a sus intrigantes miras; i yo i mi provincia conmigo estamos dedicados a no variar un punto de defender la relijion católica, conservar los derechos del señor don Fernando VII en estos dominios, i los de la patria justamente reunida bajo de la autoridad de la Excma. junta».
El 27 de julio la Junta decía a Rivero que el gobierno: «queda reconocido a los grandes sacrificios hechos por V.S. en obsequio de la libertad de la patria». El 2 de agosto la Junta separó del mando del ejército a Antonio González Balcarce y reemplazado por Rivero en razón de que Cochabamba «inflamada por el amor que consagra a D. Francisco del Rivero, es susceptible acaso de ser ella sola la que decida la suerte del Perú [...]. Estas consideraciones le han impulsado a la terminante resolución de elegir a Rivero general de todas las tropas de ese ejército y relevar a D. Antonio Balcarce [...] por [correo] extraordinario se comunica a Rivero el expresado nombramiento insertándole el despacho competente para que Usía como uno de los jefes de ese ejército le haga conocer como es correspondiente a su nuevo rango».
Rivero y la Junta Provincial de Cochabamba solicitaron a Juan José Castelli la colaboración de Eustoquio Díaz Vélez. Este, acompañado de oficiales de artillería, salió de Chuquisaca el 1 de agosto y llegó a Cochabamba el día 7. No encontraron a Rivero que estaba en Aísa.[¿dónde?]

### Fin de la primera revolución de Cochabamba

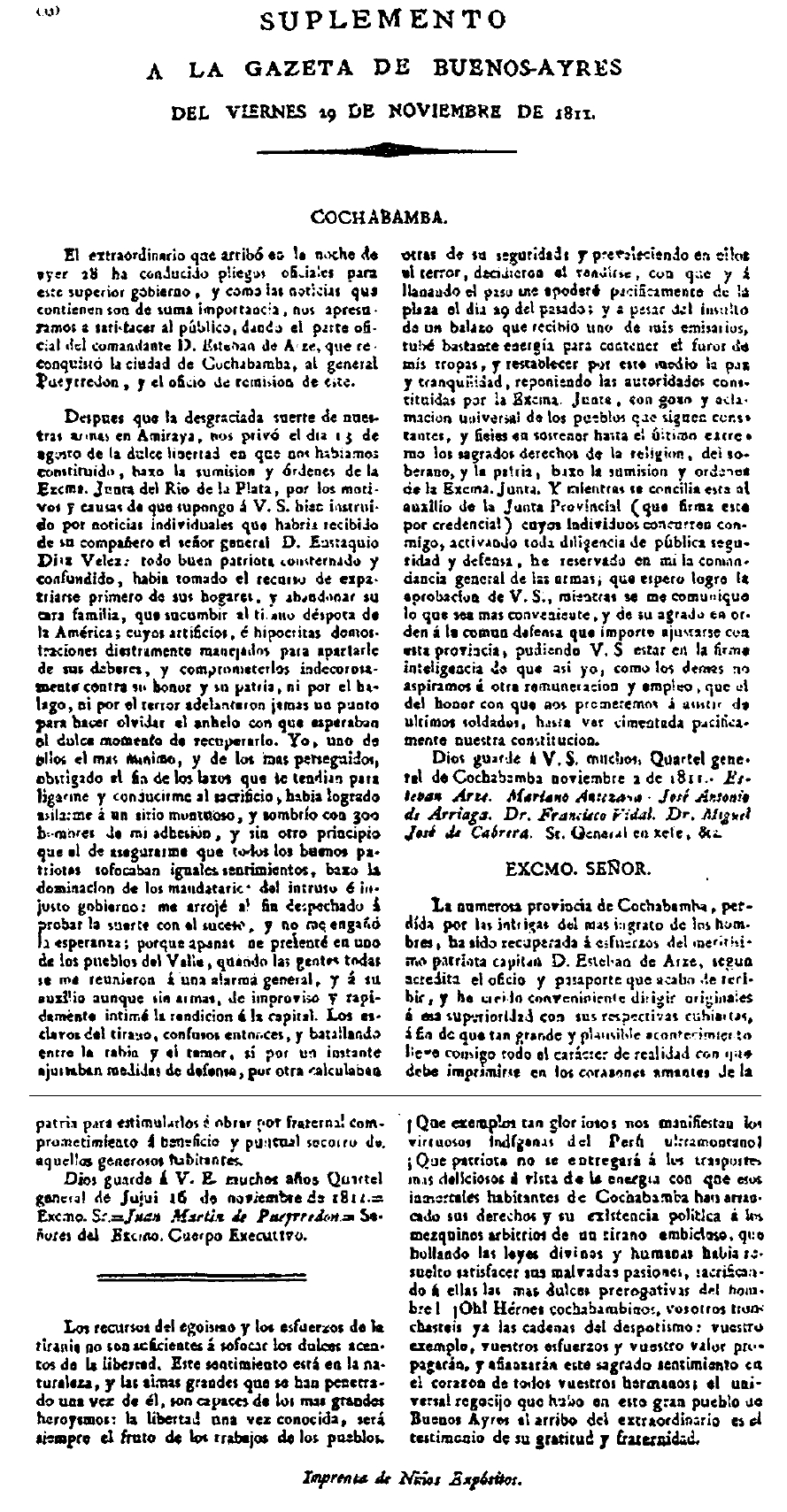
Segundo levantamiento de Cochabamba.

El 18 de agosto, después de la derrota de Amiraya, Balcarce ya tenía las órdenes de su relevo y comunicaba a Juan José Viamonte su disposición a marchar a Cochabamba para ponerse a las órdenes de Rivero, manifestando haber enviado órdenes similares a Pueyrredón en Potosí con la esperanza de que, reunidas las fuerzas patriotas bajo el comando de Rivero, pudieran recuperarse del desastre de Huaqui.
El 15 de agosto, el cabildo de Cochabamba solicitó a Goyeneche la cesación de las hostilidades. Rivero, imitando ese ejemplo y sin haber recibido aún su nombramiento, se entrevistó con Goyeneche, con el único propósito de conseguir la paz y librar al pueblo de las venganzas y las bien conocidas represalias de Goyeneche.
Cuando Goyeneche ocupó Cochabamba, el cabildo ante el hecho adhirió al partido realista. Antonio Allende fue nombrado gobernador y quedó destacada una guarnición de cien hombres al mando del comandante Santiesteban.
El 1 de septiembre, el presidente de la junta de Buenos Aires Cornelio Saavedra, en una de sus últimas decisiones, al tomar conocimiento de la «unión del general al pérfido Goyeneche, [suspendió] el cumplimiento de la orden superior del 3 de agosto». El general Juan Martín de Pueyrredón comunicó a Buenos Aires «haber degradado a don Francisco del Rivero por su criminal ingratitud a los servicios con que la patria lo había distinguido» y lo declaró reo de estado.
En nota dirigida a Pueyrredón comunicando haber retirado los despachos de brigadier concedidos a Rivero, el mismo Arze dice: 

Cumpliendo con la superior órden de U.S. en su oficio del 22 de enero último, se han recogido a poder del señor prefecto de provincia don Mariano Antezana los despachos de coronel i brigadier con que la Excma. junta de la capital de Buenos Aires se sirvió condecorar a don Francisco del Rivero, i por el Gobierno se procede con rapidez en el seguimiento de su causa; su actual situación me consterna, i deseo que en las justificaciones que produjese a su tiempo, haga ver que sus procedimientos, perjudiciales a su primera opinión, no tuvieron por oríjen la depravación de su voluntad.
Cuartel de Tarata, 1 de marzo de 1812, Esteban Arze, al señor jeneral en jefe don Juan Martin Pueyrredon.

El 19 de abril de 1812, desde su campamento de Campo Santo, el nuevo comandante del Ejército del Norte, Manuel Belgrano solicitó a Antezana que remitiera a Rivero a su campamento. Sin embargo, la orden no se cumplió: encontrándose en su finca de Sucusuma sumamente enfermo, fue trasladado a Cochabamba, donde falleció en julio de 1813 en su casa de la esquina noroeste de la plaza 14 de septiembre.

## Descendencia
Del matrimonio de Francisco del Rivero con Sebastiana Nogales Torrico nacieron varios hijos:
- Manuel Mariano, nacido en Tarata el 7 de marzo de 1784 y bautizado el 7 de septiembre de 1785. Se casó el 5 de diciembre de 1814 en Cochabamba con Gregoria Gandarillas Delgadillo, sobrina nieta de la heroína de la Coronilla Manuela Gandarillas. Esta pareja tuvo varios hijos y dieron origen a importantes familias de la República de Bolivia como los mismos Rivero, los Méndez o los Revuelta. Mariano se encargó de repartir la herencia de su padre, lo que le llevó a sostener diversos juicios con sus hermanos ilegítimos. Murió en Toco el 30 de diciembre de 1854.
- Petrona, nacida el 5 de julio de 1787 en Tarata. Murió en la infancia.
- José Joaquín, nacido el 17 de agosto de 1789 en Tarata. Murió en la infancia.
- Teodoro, nacido en Cochabamba. Se casó con Petrona Lara y tuvo un hijo de nombre Mariano.
- María Isabel, nacida el 1 de julio de 1792 en Cochabamba. Se casó con Pedro Manuel Gandarillas, hermano de la heroína Manuela Gandarillas. Tuvieron una hija de nombre María Josefa.

Se conoce que Francisco del Rivero tuvo varios hijos fuera del matrimonio, a ellos les dejó la quinta parte de sus bienes pero no especificó quienes eran. Los primeros reclamantes fueron Mariano, Juana, María Antonia y la monja Sor Isabel en 1820; posteriormente en la década de 1870 aparecieron nuevos reclamos por parte de Manuel "el Baulo", Tadea y Marcelina.